# 趙顯章
趙顯章（Chao Hsien-Chang，1991年8月9日—）是台灣職業手球運動員，目前效力於日本手球聯賽豐田合成藍色獵鷹。自2015年起挑戰日本手球聯賽，依序效力琉球之心及豐田合成藍色獵鷹，其旅日生涯四次入選年度最佳七人，一次獲得自由球射門王，並在2021年至2023年間三次為豐田合成贏得例行賽冠軍及總冠軍，也於2020－21賽季獲得年度最有價值球員。

## 生平
趙顯章於2015年9月赴日本沖繩的琉球之心手球隊試訓，同年12月21日和日本手球聯賽琉球之心達成加盟協議，背號「88」。翌年正式獲得簽約，同時這也是繼譚崇聖之後的台灣第二位旅外手球員。在該賽季趙顯章以得了101分獲得「自由球射門王」，同時也入選了最佳七人陣容。
2017年8月，趙顯章轉投豐田合成藍色獵鷹。效力豐田合成後，趙顯章四度入選最佳七人陣容，並在2021年至2023年間三次贏得例行賽冠軍及總冠軍，個人於2020-21賽季獲得年度MVP 。

## 外部連結
- 趙顯章 （页面存档备份，存于） - 豐田合成藍色獵鷹官網頁面